# Барымовка
Барымовка — деревня в Задонском районе Липецкой области России. Входит в состав Болховского сельсовета.

## Географическое положение
Деревня расположена на Среднерусской возвышенности, в южной части Липецкой области, в западной части Задонского района, западнее реки Дон. Расстояние до районного центра (города Задонска) — 9 км. Абсолютная высота — 187 метров над уровнем моря. Ближайшие населённые пункты — деревня Ливенская, деревня Апухтино, деревня Студёновка, деревня Миролюбовка, деревня Нечаево, деревня Полибино, деревня Вороново. К югу от деревни проходит автотрасса федерального значения М4 «Дон».

## Население
| 2010 |
| ---- |
| 12   |

В 1866 году в сельце Ливенская (Барымово) (при пруде) Елецкого уезда Орловской губернии в 15 дворах проживали 81 человек мужского пола и 85 — женского, владельческие крестьяне.
По данным Всероссийской переписи населения 2002 года в деревне Барымовка Болховского сельсовета проживали 16 человек, преобладающая национальность — русские (81%).
По данным Всероссийской переписи, в 2010 году численность населения деревни составляла 12 человек (7 мужчин и 5 женщин). Количество личных подсобных хозяйств — 9.

## Улицы
Уличная сеть деревни состоит из одной улицы (ул. Полевая).